# Hipótese de Vine–Matthews–Morley

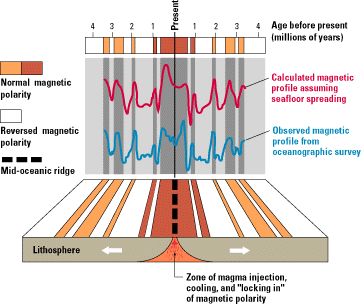
O perfil magnético observado no fundo do mar em torno de uma dorsal mesoceânica (no caso a Dorsal do Pacífico Leste) concorda de perto com o perfil previsto pela hipótese de Vine–Matthews–Morley.

Formação de bandas paleomagnéticas paralelas ao longo das dorsais.

A hipótese de Vine-Matthews-Morley, também conhecida como hipótese de Morley-Vine-Matthews, surgiu na década de 1960 e foi o primeiro teste científico chave da expansão dos fundos oceânicos no contexto da teoria da deriva continental e da tectónica de placas. O principal impacte foi permitir que as taxas de expansão das placas nas dorsais meso-oceânicas fossem calculadas. A hipótese postula que a crosta oceânica da Terra age como um registo das reversões na direção do campo geomagnético à medida que ocorre a expansão da litosfera oceânica.

## História
Harry Hess propôs a hipótese da expansão dos fundos oceânicos em 1960 (publicada em 1962), enquanto a designação "expansão do fundo do mar" foi introduzida pelo geofísico Robert S. Dietz em 1961. De acordo com a hipótese de Harry Hess, o fundo do mar é criado nas dorsais mesoceânicas pela convecção do manto terrestre, que empurra a crosta mais antiga para longe do centro de acreção situado no eixo da dorsal.
O geofísico norte-americano Frederick John Vine e o geólogo canadiano Lawrence W. Morley, de forma independente, confluíram que se a teoria da expansão oceânica de Harry Hesse estivesse correta, então as rochas em torno das dorsais mesoceânicas deveriam mostrar padrões simétricos de reversões geomagnéticas, o que poderia ser comprovado usando os resultados dos trabalhos de investigação da magnetização das rochas adquiridos durante as então recentes campanhas de estudo do magnetismo dos fundos oceânicos. Contudo, tanto a carta de Morley destinada ser publicada no jornal científico Nature (de fevereiro de 1963) como no Journal of Geophysical Research (abril 1963) foram rejeitadas, o que levou a que Vine e o seu orientador de doutoramento (PhD) na Universidade de Cambridge, Drummond Hoyle Matthews, foram os primeiros a publicar a teoria em setembro de 1963.
A aceitação da proposta não foi consensual, já que numerosos geofísicos eram céticos em relação aos seus postulados por recorrem a múltiplas suposições, particularmente à expansão do fundo do mar, às inversões geomagnéticas e ao magnetismo remanente, hipóteses ao tempo que ainda não eram amplamente aceites.
A hipótese de Vine-Matthews-Morley assenta na determinação das inversões geomagnéticas que ficaram remanentes na magnetização natural da crusta oceânica. As primeiras e sólidas evidências para a confirmação esta hipótese vieram dos trabalhos publicados pelo geofísico norte-americano Allan V. Cox e colegas (em 1964), que apresentaram os resultados das medições da magnetização remanescente em rochas derivadas de lavas emitidas por vulcanismo em diversos pontos da Terra. Os trabalhos publicados pelos oceanógrafos norte-americanos Walter C. Pitman e James Heirtzler ofereceram mais evidências sólidas com a determinação de um notável perfil de anomalia magnética simétrico ao longo do eixo da dorsal Pacífico-Antártico.

## Anomalias geomagnéticas marinhas

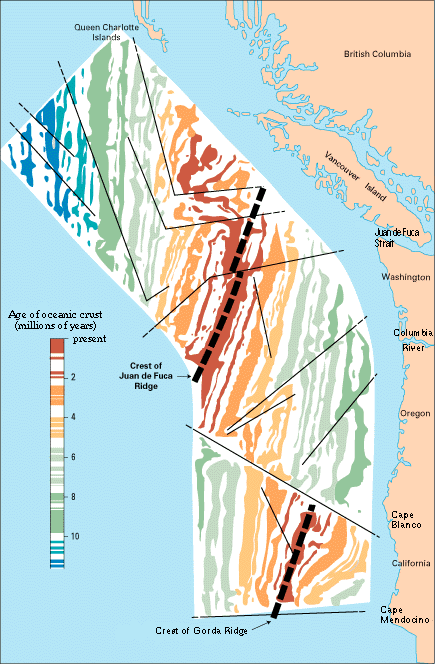
Anomalias geomagnéticas ao longo da costa oeste da América do Norte. As linhas tracejadas são centros de expansão crustal em dorsais meso-oceânicas.

A hipótese de Vine–Matthews-Morley correlaciona os padrões magnéticos simétricos detetados no fundo do mar com os períodos de inversão de campo geomagnético. Nas dorsais meso-oceânicas, onde nova crusta é criada pela injeção, extrusão e solidificação do magma, as rochas formadas, ricas em ferro, registam a polaridade do campo magnético ambiente aquando da sua solidificação. Após o magma ter arrefecido até temperatura inferiores ao Ponto de Curie dos seus constituintes, o ferromagnetismo torna-se possível e a direção de magnetização dos minerais ferromagnéticos presentes na crusta oceânica recém-formada orienta-se paralelamente às linhas de força do campo geomagnético ambiente. Uma vez totalmente solidificada a rocha, essas direções ficam bloqueadas na crusta, que assim se torna permanentemente magnetizada.
A crusta oceânica mais antiga é deslocada lateralmente, de forma quase sempre grosseiramente simétrica em ambos os lados da dorsal. Como consequência, à medida que ocorrem as inversões geomagnéticas, a crusta em ambos os lados da dorsal conterá um registo de magnetizações normais (paralelas) ou reversas (antiparalelas) remanentes em comparação com o campo geomagnético atual. Um magnetómetro rebocado por sobre o fundo deteta essas bandas de magnetização, e isso pode ser feiro perto do fundo por equipamentos imersos, à superfície do mar em navios ou, mesmo no ar, a partir de aeronaves para isso equipadas.  Esses registos da magnetização das rochas do fundo do mar mostram anomalias magnéticas positivas (alta) ou negativas (baixa) quando se tenha feito a leitura obre a crusta magnetizada na direção normal ou reversa. A crista da dorsal é análoga a um «gravador magnético de duas cabeças», registando a história magnética da Terra.
Normalmente, existem anomalias magnéticas positivas sobre a crusta normalmente magnetizada e anomalias negativas sobre a crusta reversa. Anomalias magnéticas sobre dorsais meso-oceânicas são mais aparentes nas altas latitudes magnéticas, sobre dorsais com orientação norte-sul nas latitudes distantes do equador magnético e nas que tenha tendência leste-oeste próximo do equador magnético.
A intensidade da magnetização remanente na crusta é maior do que a magnetização induzida. Consequentemente, a forma e a amplitude da anomalia magnética são controladas predominantemente pelo vetor remanente primário na crusta, induzido aquando da solidificação da rocha. Além disso, o local a anomalia é medida na Terra afeta a sua forma quando a anomalia é medida com um magnetómetro. Tal ocorre porque o vetor de campo gerado pela crusta magnetizada e a direção do vetor do campo magnético da Terra são medidos em simultâneo pelos magnetómetros usados em investigações marítimas. Como o vetor de campo da Terra é muito mais forte que o vector resultante do campo criado pela anomalia, um magnetómetro moderno mede a soma do campo da Terra e o componente do campo de anomalia na direção do campo da Terra.
Secções de crusta magnetizadas em altas latitudes têm vetores magnéticos que mergulham abruptamente para baixo no campo geomagnético normal. No entanto, perto do polo sul magnético, os vetores magnéticos são inclinados abruptamente para cima um campo geomagnético normal. Portanto, em ambos os casos, as anomalias são positivas. Na região em torno do equador magnético, o vector de campo do campo magnético da Terra é horizontal, de modo que a crusta magnetizada ali também se alinhará horizontalmente. Nesses locais, a orientação da dorsal afeta a forma e a amplitude da anomalia. A componente do vetor que afeta a anomalia é máxima quando a dorsal está alinhada leste-oeste e o cruzamento do perfil magnético é norte-sul.

## Impacte
A hipótese fornece uma poderosa base explicativa para a expansão do fundo do mar e permite comprovar com um registo que se estende por milhões de anos a ocorrência de frequentes inversões geomagnéticas, cada uma das teorias expandindo o conhecimento da outra. No início da história da investigação da hipótese, apenas um pequeno registo das inversões do campo geomagnético estava disponível para o estudo de rochas em terras emersas. Isso foi suficiente para permitir a computação das taxas de propagação dos fundos marinhos nos últimos 700 000 anos em muitas das dorsais meso-oceânicas, localizando o limite da crusta com polaridade magnética invertida mais próximo da zona de acreção de cada dorsal meso-oceânica.
A presença de anomalias magnéticas na litosfera marinha foi amplamente comprovada mais tarde, abrangendo vastíssimas áreas nos flancos das dorsais. Carotes retirados por perfurações festas na crusta ao longo dos flancos das dorsais permitiram a datação das anomalias, incluindo as anomalias mais antigas. Essa datação, por sua vez, permitiu a elaboração de uma escala temporal geomagnética, semelhante às conhecidas escalas de tempo geológico.
Com o tempo, as investigações combinaram dados terrestres e marinhos para produzir uma escala de tempo de reversão geomagnética precisa abrangendo quase 200 milhões de anos.